# Krasne (rejon turczański)
Krasne (ukr. Красне) – wieś na Ukrainie, w obwodzie lwowskim, w rejonie stryjskim (do 2020 roku w rejonie turczańskim). Najniższą jednostką administracji, której podlega Krasne, jest rada wiejska (silska rada) w Krasnem. Liczy około 485 mieszkańców.
Pierwsze wzmianki o wsi pochodzą z 1556. W 1921 liczyła około 737 mieszkańców. Przed II wojną światową w granicach Polski, wchodziła w skład powiatu turczańskiego.

## Ważniejsze obiekty
- Cerkiew św. Michała w Krasnem